# Neotrichiorhyssemus esakii
Neotrichiorhyssemus esakii är en skalbaggsart som beskrevs av Shuhei Nomura 1943. Neotrichiorhyssemus esakii ingår i släktet Neotrichiorhyssemus och familjen Aphodiidae. Inga underarter finns listade i Catalogue of Life.